# 那須塩原市立西小学校
那須塩原市立西小学校（なすしおばらしりつ にししょうがっこう）は、栃木県那須塩原市四区町にある公立小学校。

## 沿革

### 年表
- 1888年11月14日 - 雲照寺と正浄寺において授業を開始。
- 1889年7月25日 - 烏ケ森簡易小学校と改称し、那須開墾社の一部を改装して授業を行う｡
- 1892年6月1日 - 西那須野尋常小学校西校と改称。
- 1903年2月11日 - 西那須野尋常小学校南校を分離。
- 1941年4月1日 - 国民学校令により西那須野町西国民学校と改称。
- 1947年4月1日 - 学制改革により西那須野町立西小学校と改称。
- 1964年11月14日 - 校歌を制定
- 2005年1月1日 - 市町村合併により那須塩原市立西小学校と改称。

## 教育方針
- 教育目標
  - よく考える子 - 自ら学ぶ意欲をもち、表現力に富む子ども
  - しんせつな子 - 自他を尊重し、思いやる言葉を言える子ども
  - たくましい子 - 心身を鍛え、気力・活力にあふれる子ども

## 通学区域
通学区域は以下の通りである。
那須塩原市
- 三区町
- 四区町
- 千本松
- 上赤田
- 北赤田（一部を除く）
- 南赤田
- 西赤田
- 西三島7丁目（一部を除く）

北赤田と西三島7丁目については、同市立三島小学校の通学区域を除く。

## 交通
- JR宇都宮線「西那須野駅」より徒歩49分（約3.9km）
- 那須塩原市営バス（ゆーバス）西那須野外循環線「西小学校」バス停より徒歩1分（約15m）